# Фріц Кюнцлі
Фріц Кюнцлі (нім. Fritz Künzli, 8 січня 1946, Гларус — 22 грудня 2019, Цюрих) — швейцарський футболіст, що грав на позиції нападника. Один з найкращих бомбардирів в історії швейцарського футболу та найкращий бомбардир в історії «Цюриха»..
Виступав, зокрема, за клуби «Цюрих» та «Лозанна», а також національну збірну Швейцарії, у складі якої був учасником чемпіонату світу 1966 року.

## Клубна кар'єра
Вихованець невеличкого клубу «Гларус» з однойменного рідного міста. У 1964 році Фріца за 8 тисяч франків підписав «Цюрих», де молодий футболіст швидко став головним нападником, провівши дев'ять сезонів. За цей час двічі виборював титул чемпіона Швейцарії та чотири рази вигравав національний кубок. Виступаючи разом із зіркою швейцарського футболу Кобі Куном, за цей час Кюнцлі тричі ставав найкращим бомбардиром швейцарської ліги, в 1967, 1968 і 1970 роках.
У 1973 році він перейшов до клубу «Вінтертур», з яким дійшов до фіналу Кубка швейцарської ліги в 1973 році та до фіналу Кубка Швейцарії в 1975 році, але так жодного трофею і не виграв.
Після цього протягом 1976—1978 років захищав кольори клубу «Лозанна» і в сезоні 1977/78 вчетверте за кар'єру став найкращим бомбардиром чемпіонату Швейцарії. Цей результат і на 2021 рік не повторений жодним іншим футболістом.
У 1978 році він перебрався на кілька місяців до Сполучених Штатів, де отримав вигідну пропозицію від «Сан-Дієго Сокерс» з Північноамериканської футбольної ліги (NASL), заробляючи в еквіваленті 10 000 франків на місяць, завдяки чому, як він сам це описав, вів княже життя. У цей час Кюнцлі відкрив невелику пекарню в каліфорнійському торговому центрі. Однак у «Сокерс» кар'єра швейцарця не вдалася — він зіграв лише у двох матчах ліги, забивши один гол і по ходу сезону перейшов в інший клуб цього турніру, «Х'юстон Гаррікейн». У складі техасців частіше виходив на поле, провівши вісім матчів у чемпіонаті (два голи), а по завершенні сезону повернувся до «Лозанни».
Провівши у «Лозанні» сезон 1978/79, в якому зіграв лише 9 ігор і забив 2 голи, Кюнцлі завершив виступи на найвищому рівні. Загалом же забивши 201 гол в 313 іграх в швейцарській лізі Кюнцль на той момент став найкращим бомбардиром в історії турніру, а на 2021 рік його обійшов лише Петер Різі з 216 голами в 370 матчах. Крім того, Кюнцлі є лише одним з трьох гравців, які ставали найкращими бомбардирами чемпіонату у складі двох різних швейцарських клубів.
Згодом протягом 1980—1981 років грав у аматорській команді «Янг Феллоуз» у третьому дивізіоні країни.

## Виступи за збірну
17 жовтня 1965 року дебютував в офіційних іграх у складі національної збірної Швейцарії в матчі кваліфікації до чемпіонату світу 1966 року з Нідерландами (0:0) в Амстердамі.
У складі збірної був учасником чемпіонату світу 1966 року в Англії. На цьому турнірі він зіграв два матчі: проти ФРН (0:5) та Аргентини (0:2), а його команда не подолала груповий етап.
Загалом протягом кар'єри у національній команді, яка тривала 13 років, провів у її формі 44 матчі, забивши 15 голів.

## Особисте життя
У дитинстві Кюнцлі кілька разів був на межі смерті. Спочатку будучи малюком він випав з вікна першого поверху, але був спійманий перехожим. Згодом 10 лютого 1961 року у 15-річному віці пережив лавину на гірськолижному таборі у Ленцергайде, в якій дев'ять його однокласників та вчитель були поховані сніговими масами та загинули.
Після завершення футбольної кар'єри він керував рестораном Ochsen у Цюриху. Фріц Кюнцлі був у стосунках із відомою співачкою та актрисою Монікою Каелін більше 40 років і одружився з нею 1985 року. Після розлучення вони залишились парою і у 2010 році одружилися вдруге.
У 2017 році у Кюнцлі діагностували хворобу Альцгеймера та деменцію. Після тривалого періоду у лікарні та двосторонньої операції на паху він повернувся додому наприкінці червня 2017 року. Влітку 2018 року подружжя переїхало в невелику квартиру в Каннах на Лазурному березі.
Помер 22 грудня 2019 року, трохи більше ніж за два тижні до свого 74-го дня народження в клініці Гірсланден в Цюриху.

## Титули і досягнення
- Чемпіон Швейцарії (2):

«Цюрих»: 1965–66, 1967–68
- Володар Кубка Швейцарії (4):

«Цюрих»: 1965–66, 1969–70, 1971–72, 1972–73